# Comuna Lețkî, Pereiaslav-Hmelnițki
Lețkî (în ucraineană Лецьки) este o comună în raionul Pereiaslav-Hmelnițki, regiunea Kiev, Ucraina, formată din satele Lețkî (reședința), Polohî-Ciobitkî și Vinînți.

## Demografie
Componența lingvistică a comunei Lețkî
     Ucraineană (98,72%)
     Rusă (1,21%)
Conform recensământului din 2001, majoritatea populației comunei Lețkî era vorbitoare de ucraineană (98,72%), existând în minoritate și vorbitori de rusă (1,21%).